# El Portillo (Sullana)
El Portillo es una localidad peruana ubicada en el distrito de Lancones, perteneciente a la provincia de Sullana del departamento de Piura, al norte del Perú. 

## Ubicación
El Portillo se ubica al noreste de la provincia de Sullana, en el distrito de Lancones, en el departamento de Piura. Se ubica muy cerca a la frontera ecuatoriana-peruana.

## Demografía
En 2017 El Portillo tenía una población de 5 habitantes.
| Gráfica de evolución demográfica de El Portillo entre 1993 y 2017 |
|                                                                   |
| Fuentes: Población 1993 y 2017                                    |